# Origny-le-Sec
Origny-le-Sec település Franciaországban, Aube megyében. Lakosainak száma 603 fő (2022. január 1.). Origny-le-Sec Châtres, Maizières-la-Grande-Paroisse, Orvilliers-Saint-Julien, Ossey-les-Trois-Maisons és Pars-lès-Romilly községekkel határos.

## Népesség
A település népességének változása:
| Lakosok száma | 549  | 636  | 627  | 596  | 663  | 628  | 606  | 595  | 598  | 603  |
|               | 1968 | 1982 | 1990 | 2006 | 2013 | 2015 | 2017 | 2019 | 2020 | 2022 |